# Гаруа-Харбор
Гаруа-Харбор (англ. Garua Harbor) — вулканическое поле, расположенное на одноимённом острове, отделённым мелководным проливом от западной части острова Новая Британия, Папуа — Новая Гвинея. Другие названия вулкана: Таласеа-Харбор, Лагенда. Состоит из нескольких конусов, наивысший из которых достигает высоты 565 м (англ. Big Mt. Worri), фумарол и термальных источников. Возникло в современный период. Состоит преимущественно из риолитовых пород. Термальные источники расположены на севере и юге вулканического поля, их активность видна из порта Гаруа. В районе деревни Пангалу расположены гейзеры и фумаролы. На южной стороне Гаруа Харбор расположена вулканологическая станция Таласеа, возле которой находятся грязевые гейзеры. Зафиксированные исторические извержения отсутствуют. Окружающую местность покрывают тропические леса.